# 트릴로포사우루스
트릴로포사우루스(Trilophosaurus)는 중생대 트라이아스기 후기, 북아메리카 대륙에 살았던 소형 초식파충류이다. 전체 몸 길이는 약 2.5m, 체중은 400kg정도 되었을 것으로 추정된다. 트릴로포사우루스는 머리뼈가 무거운 편이다. 주둥이 부분이 좁고, 이빨은 넓다. 꼬리는 길고 무겁다.